# Camila Acosta
Camila Acosta (Cuba, 1993) es una periodista cubana que trabaja como corresponsal del diario español ABC en su país y que ha sido detenida varias veces por las autoridades de éste en el ámbito de su trabajo informativo, abiertamente crítico con el régimen castrista.

## Carrera periodística y detenciones
Camila estudió en la Facultad de Comunicación de la Universidad de La Habana (2011-2016). Inició su carrera profesional trabajando para la prensa oficial cubana y comenzó sus prácticas de servicio social en la televisión Canal Habana, pero pronto se pasó al periodismo independiente en medios como Cubanet.
Su labor periodística le ha supuesto numerosas detenciones en la isla caribeña, la última de ellas el día 12 de julio de 2021, tras haber informado de las manifestaciones de ese fin de semana. Previamente a su detención habían bloqueado sus conexiones digitales y no había podido informar de los últimos acontecimientos.
No obstante, en el desarrollo de su trabajo, a favor de la información y la cultura, fueron numerosas las detenciones y represalias que ha sufrido en su patria natal. Ha sido desalojada en casi una docena de ocasiones por caseros que eran amenazados con expropiarles sus propiedades si se negaban a echarla.
Desde febrero de 2021 colabora con el diario español ABC, como corresponsal en La Habana. Desde allí ha informado de temas muy variados: el Congreso del Partido Comunista Cubano, la crisis sanitaria producida por el Covid-19, y las relaciones bilaterales entre Cuba y la Unión Europea.
Su pareja es el escritor cubano Ángel Satiesteban.